# Győr-Moson-Sopron vármegyei 2. sz. országgyűlési egyéni választókerület
A Győr-Moson-Sopron vármegyei 2. számú országgyűlési egyéni választókerület egyike annak a 106 választókerületnek, amelyre a 2011. évi CCIII. törvény Magyarország területét felosztja, és amelyben a választópolgárok egy-egy országgyűlési képviselőt választhatnak. A választókerület nevének szabványos rövidítése: Győr-Moson-Sopron 02. OEVK. Székhelye: Győr

## Területe
A választókerület az alábbi településeket foglalja magába:
1. Bakonygyirót
2. Bakonypéterd
3. Bakonyszentlászló
4. Bőny
5. Écs
6. Felpéc
7. Fenyőfő
8. Gyömöre
9. Gönyű
10. Győr választókerülethez tartozó területének határvonala: Hegyeshalom felől az M1-es autópálya középvonala a városhatáron való belépési ponttól a 83-as útig, a 83-as út középvonala a 821. sz. főútig, a 821. sz. főút középvonala a Lajta utcáig, a Lajta utca középvonala az Ikva utcáig, az Ikva utca középvonala a Mónus Illés utcáig, a Mónus Illés utca és folytatásában a Magyar utca középvonala, majd a Földes Gábor utca középvonala az Ifjúság körútig, az Ifjúság körút középvonala a Szigethy Attila útig, a Szigethy Attila út középvonala a Fehérvári útig, a Fehérvári út középvonala az Erfurti útig, az Erfurti út középvonala a Szőnyi Márton utcáig, a Szőnyi Márton utca középvonala a Zöld utcáig, a Zöld utca középvonala a Somogyi Imre utcáig, a Somogyi Imre utca középvonala a József Attila utcáig, a József Attila utca középvonala a Fehérvári útig, a Fehérvári út és folytatásában a Külső Fehérvári út középvonala a 81-es számú útig, a 81-es számú út középvonala a városhatárig, a városhatár vonala az óramutató járásával megegyező irányban a kiindulási pontig.
11. Győrasszonyfa
12. Győrság
13. Győrújbarát
14. Kajárpéc
15. Lázi
16. Mezőörs
17. Nagyszentjános
18. Nyalka
19. Nyúl (település)
20. Pannonhalma
21. Pázmándfalu
22. Pér
23. Ravazd
24. Rétalap
25. Románd
26. Sikátor
27. Sokorópátka
28. Táp
29. Tápszentmiklós
30. Tarjánpuszta
31. Tényő
32. Töltéstava
33. Szerecseny
34. Veszprémvarsány

## Országgyűlési képviselője
| Név       | Párt                                         | Párt        | Terminus | Megjegyzés                                   |
| --------- | -------------------------------------------- | ----------- | -------- | -------------------------------------------- |
| Kara Ákos |                                              | Fidesz-KDNP | 2014 –   | A 2014-es országgyűlési választás eredménye: |
| Kara Ákos | A 2018-as országgyűlési választás eredménye: | Fidesz-KDNP | 2014 –   |                                              |
| Kara Ákos | A 2022-es országgyűlési választás eredménye: | Fidesz-KDNP | 2014 –   |                                              |

## Demográfiai profilja
| Iskolai végzettség                | Iskolai végzettség               | Iskolai végzettség | Iskolai végzettség | Iskolai végzettség |
| --------------------------------- | -------------------------------- | ------------------ | ------------------ | ------------------ |
|                                   |                                  |                    |                    | fő                 |
| Általános iskolát nem végezte el  | Általános iskolát nem végezte el |                    | 933                | 933                |
| Általános iskola                  | Általános iskola                 |                    | 11679              | 11679              |
| Szakmunkás                        | Szakmunkás                       |                    | 19490              | 19490              |
| Érettségi                         | Érettségi                        |                    | 25828              | 25828              |
| Diploma                           | Diploma                          |                    | 16722              | 16722              |
| A 2022. évi népszámlálás szerint. |                                  |                    |                    |                    |

A Győr-Moson-Sopron vármegyei 2. sz. választókerület lakónépessége 2022. október 1-jén 91 848 fő volt. A 2011-es és a 2022-es népszámlálás között 2990 fővel nőtt a választókerület lakosság száma. A választókerületben a korösszetétel alapján a legtöbben a középkorúak élnek 33 410 fővel, míg a legkevesebben a gyermekek 17 196 fővel. A választókerület lakosságának a 85,9%-nál van internet elérési lehetőség.
A legmagasabb befejezett iskolai végzettség szerint az érettségi végzettséggel rendelkezők élnek a legtöbben 25 828 fő, utánuk a következő nagy csoport a szakmunkások 19 490 fővel.
Gazdasági aktivitás szerint a lakosság közel fele foglalkoztatott 48 535 fő, második legjelentősebb csoport az inaktív keresők, akik főleg nyugdíjasok 19 310 fővel.
A választókerület legjelentősebb nemzetiségi csoportja a német 935 fő, illetve a cigány 340 fő. Magyar állampolgársággal nem rendelkező külföldi állampolgárok aránya 1,3%.
Vallási összetétel szerint a választókerületben lakók legnagyobb vallása a római katolikus (29 480 fő), valamint jelentős közösség még a reformátusok (3894 fő). A vallási közösséghez nem tartozók száma szintén jelentős (7197 fő), a választókerületben a második legnagyobb csoport a római katolikus vallás után. 

## Országgyűlési választások

### 2014
A 2014-es országgyűlési választáson az alábbi jelöltek indultak:
| Jelölt neve        | Párt                      |
| ------------------ | ------------------------- |
| Glázer Tímea       | MSZP, EGYÜTT, DK, PM, MLP |
| Jámbor Zoltán      | JESZ                      |
| Jenei Ferenc       | LMP                       |
| Kara Ákos          | FIDESZ, KDNP              |
| Szenftner László   | SMS                       |
| Takács András      | SZOCIÁLDEMOKRATÁK         |
| Takács Krisztián   | Jobbik                    |
| Tánczos Ádám Péter | ÚMP                       |

### 2018
2018-ban az alábbi jelöltek indultak:
- Liszi Norbert (Momentum Mozgalom)